# Zinovios Valvis
Zinovios Valvis (in greco Ζηνόβιος Βάλβης?; Missolungi, 1800 – Missolungi, 25 agosto 1886) è stato un politico greco, due volte primo ministro: dal 24 febbraio 1863 al 9 aprile 1863 e dall'8 aprile 1864 al 7 agosto 1864.
Dopo aver studiato teologia e giurisprudenza in patria, proseguì i suoi studi in Italia. Era sposato con Arsinoe Ratzikosta, che gli diede nove figli.
Nonostante sia stato due volte a capo del governo, morì in povertà rifiutandosi di accettare una pensione statale per non pesare sulle casse del suo Paese.
Anche suo fratello Dimitrios Valvis ricoprirà la carica di premier.
| Controllo di autorità | VIAF (EN) 169145542599796641282 · CERL cnp02138464 · GND (DE) 1082318957 |